# Guilherme Villela
Pour les articles homonymes, voir Villela.
Guilherme Villela, né le 3 juin 1935 à Uruguaiana et mort le 31 juillet 2025, est une personnalité politique. Il est maire de Porto Alegre du 8 avril 1975 au 8 avril 1983.

## Biographie
Guilherme Socias Villela naît le 3 juin 1935 à Uruguaiana.